# Marca Àvara
La Marca Àvar fou una divisió administrativa de l'estat carolingi establerta com a frontera amb el país àvar vers el 788 en temps de Carlemany, entre el Danubi i el Drave, amb la finalitat de protegir els territoris situats més a l'oest de les incursions dels àvars de Panònia.
La marca va existir fins a la meitat del segle IX quan després de la derrota dels àvars fou suprimida i es van crear dues marques: la de Panònia i la de Caríntia. Des de la partició de l'Imperi el 843 la marca (i les seves successores) foren part del regne de Germània. El 907 fou ocupada pels hongaresos que la van conservar fins al 955 i llavors es va restablir (vers 960) una nova marca que fou anomenada Marca Oriental (Ostmark, coneguda per Àustria) 

## Llista de marcgravis
- Gerald de Vintzgau 788-799
- Desconegut 799-vers 828
- Radbó de Panònia (marcgravi de Panònia des de vers 850 a 856) vers 828-850